# Schizoprymnus irrepertus
Schizoprymnus irrepertus är en stekelart som beskrevs av Papp 1991. Schizoprymnus irrepertus ingår i släktet Schizoprymnus och familjen bracksteklar. Inga underarter finns listade i Catalogue of Life.